# Academia Estadounidense de Medicina del Sueño
La Academia Estadounidense de Medicina del Sueño (AASM) es una sociedad profesional estadounidense para la subespecialidad médica de medicina del sueño, fundada en 1975.

## Funciones
La AASM es la única sociedad profesional dedicada exclusivamente a la subespecialidad médica de la medicina del sueño. Como líder en el campo de la medicina del sueño, la AASM establece normas y promueve la excelencia en el cuidado de la salud del sueño, la educación y la investigación.
Las funciones de la organización incluyen la acreditación de servicios de medicina del sueño en los Estados Unidos. Según la AASM, la organización emitió su primera acreditación a un centro de trastornos del sueño en 1977. Tiene acreditados más de 2000 centros y laboratorios de trastornos del sueño y la respiración.

## Visión y misión
La visión de la academia es que el sueño es reconocido como esencial para la salud. Su misión declarada es avanzar en el cuidado del sueño y mejorar la salud del sueño para mejorar vidas.

## Afiliación
La afiliación está abierta a médicos, investigadores y otros profesionales de la atención de la salud (psicólogos, trabajadoros sociales, enfermeros) especializados en el estudio, diagnóstico y tratamiento de los trastornos del sueño y el estado de alerta durante el día.

## Reunión anual
La reunión anual es un joint venture entre la AASM y la Sociedad de Investigación del Sueño, donde participan 5000 médicos especialistas en medicina del sueño, científicos del sueño y circadianos y otros proveedores de atención médica para discutir los últimos avances en la ciencia del sueño y los nuevos desarrollos en el diagnóstico y tratamiento de los trastornos del sueño. El desarrollo y las investigaciones de cada reunión, se publican anualmente en un suplemento de la revista Sleep.

## Publicaciones
La revista oficial de la AASM, Journal of Clinical Sleep Medicine, incluye investigaciones clínicas originales, revisiones clínicas, estudios de casos y artículos de opinión de destacados investigadores del sueño sobre los ritmos circadianos y la ciencia del sueño. Cada número mensual aborda conceptos y preguntas que son de importancia crítica para la práctica de la medicina del sueño.
La información para el paciente y el público sobre el sueño y los trastornos del sueño está disponible en el sitio web Sleep Education de la AASM.